# Katastrofa autobusu w Osiecznicy
Katastrofa autobusu w Osiecznicy – miała miejsce w ostatnim dniu ferii zimowych, 22 stycznia 1978 roku.

## Przebieg katastrofy

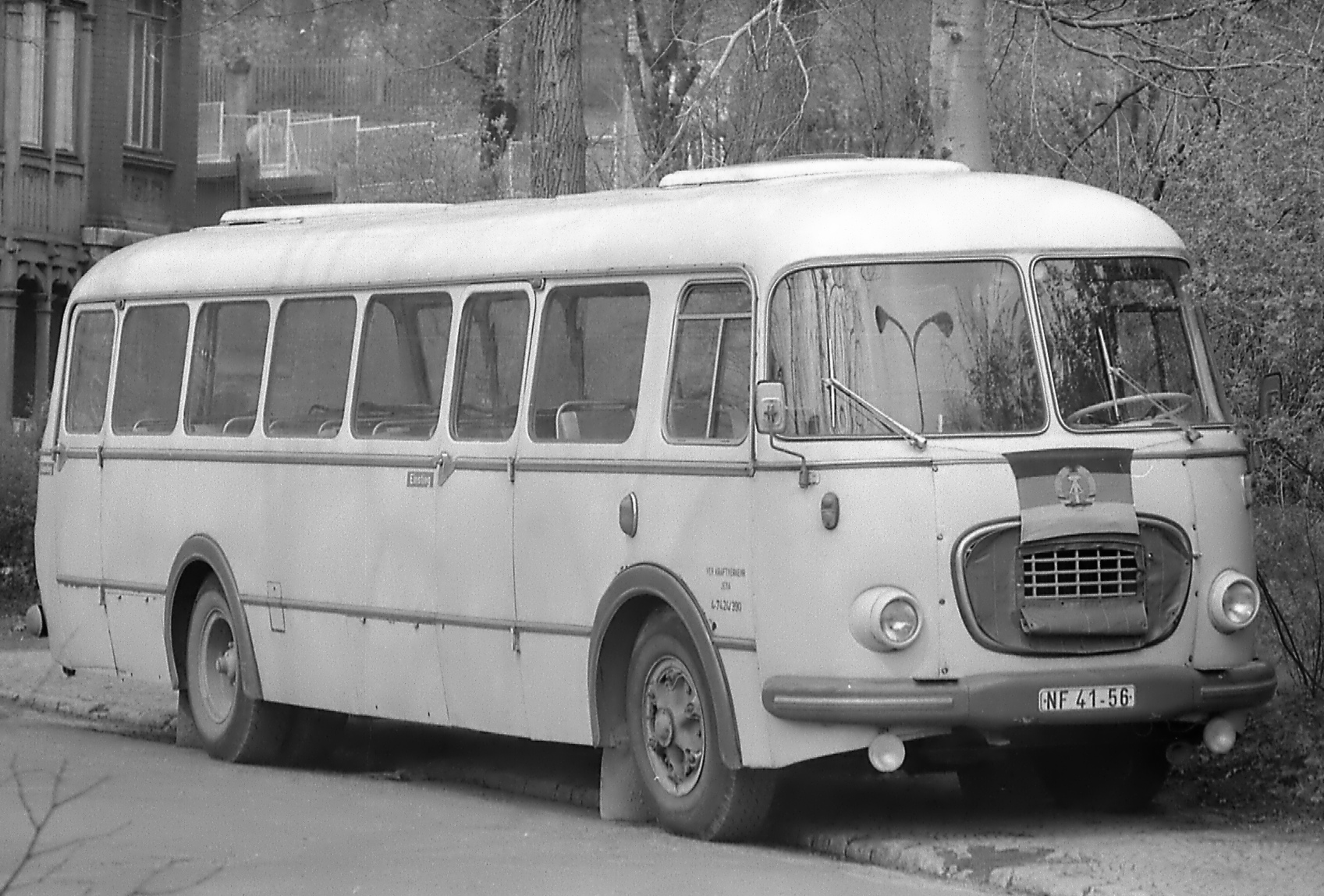
Jelcz 043

Około godziny 20 autobus Jelcz 043 z PKS Zielona Góra, wiozący głównie młodzież, jadący ówczesną drogą państwową nr 40 Słubice – Zielona Góra, tuż po minięciu rogatek Osiecznicy koło Krosna Odrzańskiego, uległ rozerwaniu znacznej części nadwozia elementem mostu pontonowego przewożonego na ciężarówce marki KrAZ, należącej do jednostki Północnej Grupy Wojsk Armii Radzieckiej, stacjonującej w Szprotawie. Ciężarówkę prowadził 21-letni szeregowy Samwieł Arutjanin. Załoga wojskowej ciężarówki nie była pod wpływem alkoholu. Zderzenie nastąpiło z powodu przekroczenia osi jezdni przez ponadwymiarowy ładunek przewożony ciężarówką. Przyczyną tej sytuacji była omyłkowa ocena wzrokowa znajdującego się na poboczu słupa pocztowego, który kierowca chciał ominąć, uznając go za pieszego. Na miejscu katastrofy śmierć poniosło 14 osób, 15 ofiara zmarła kilka dni później w szpitalu. Rannych zostało 14 osób, z których wiele straciło ręce lub nogi, według innych źródeł ofiar było 17.
Na rozmiary katastrofy mógł mieć wpływ fakt, że autobus nie zatrzymał się na ostatnim przystanku w Osiecznicy i nie zabrał z niego kilkunastu uczniów szkół średnich. Jednak gdyby autobus zatrzymał się na przystanku zgodnie z rozkładem jazdy, nastąpiłoby opóźnienie wynoszące co najmniej kilkadziesiąt sekund, przez co nie znalazłby się on w miejscu katastrofy w tym samym czasie co radziecka ciężarówka, w wyniku czego nie doszłoby wówczas do zderzenia.
25 czerwca 2010 roku w miejscu katastrofy został odsłonięty obelisk upamiętniający ofiary.

## Liczba ofiar
Liczba i stan szczątków osób zabitych oraz osób rannych spowodowała w pierwszych godzinach akcji ratunkowej pomyłkę, na skutek której doliczono się 24 ofiar śmiertelnych. Pod koniec akcji ratunkowej, o godz. 3:30 w nocy, liczbę tę skorygowano do 17. Dopiero w południe następnego dnia po katastrofie prosektorium w Zielonej Górze, do którego przewieziono ludzkie szczątki zebrane z miejsca zdarzenia, potwierdziło ostateczną liczbę zabitych. Sam kierowca autobusu przeżył wypadek, został w nim jednak trwałe okaleczony.

## Następstwa
Ówczesne władze PRL, obawiające się o polityczną atmosferę podczas pogrzebów ofiar katastrofy (na co miało wpływ to, kto był sprawcą zdarzenia), postawiły w stan pogotowia wszystkie jednostki ZOMO w województwie zielonogórskim i ich część z Poznania oraz oddelegowały do ochrony tych uroczystości 125 funkcjonariuszy SB i 60 milicjantów.
Katastrofa pod Osiecznicą doprowadziła do podpisania w 1978 roku porozumienia między władzami Polski a ZSRR, aby wszelkie pojazdy wojskowe Armii Radzieckiej poruszały się na terenie Polski wyłącznie w konwojach poprzedzanych samochodami-pilotami.

## Lista ofiar katastrofy[1]
1. Andrzej Bazan
2. Małgorzata Bernatowicz
3. Jerzy Cegliński
4. Stefan Danielski
5. Barbara Gawryś
6. Leokadia Henic
7. Danuta Kneć
8. Kazimierz Karaś
9. Małgorzata Malik
10. Jan Pawlak
11. Janina Puczkieło
12. Maria Jolanta Rzeczycka
13. Wanda Topolska
14. Małgorzata Walczak
15. (nie ujawniono nazwiska osoby zmarłej w szpitalu)